# 东线 (泰国)
東線是泰國的一條鐵路線，由泰國國家鐵路局營運。此線是泰國最重要的貨運交通線，1907年1月24日啟用。
另有計劃將東支線與泛亞鐵路接通。

## 歷史
- 1907年1月24日：曼谷-差春騷
- 1924年1月1日：差春騷-甲民武里
- 1926年11月8日：甲民武里-阿蘭亞帕貼
- 1989年7月14日：差春騷-梭桃邑
- 2019年4月22日：阿蘭亞帕貼-班克隆路-波貝（柬埔寨）

1941年，泰國國家鐵路局興建了17公里鐵路線連接柬埔寨，但5年後的第二次世界大戰結束時拆除。1953年，泰國國鐵在柬埔寨的要求下重建6公里鐵路線，並於1955年4月22日通車，但1961年因為泰柬關係緊張再次關閉。跨國部分於2019年4月重開。